# Polo magnetico (fisica)
In magnetostatica un polo magnetico è una regione caratterizzata da un flusso magnetico uscente (polo nord) o entrante (polo sud).

## Definizione
La legge di Gauss magnetica vuole che ogni polo si trovi sempre accoppiato ad un polo opposto (in una "coppia polare" o dipolo magnetico): in effetti si sono sempre osservati solo cioè dei 2p-poli magnetici, e mai configurazioni a poli dispari, di cui la più elementare sarebbe il monopolo magnetico.
Se quest'ultimo esistesse dovrebbe trasportare una carica magnetica pari ad un multiplo intero di gD = 68,5 e (nel sistema CGS). Alcune teorie di grand'unificazione predicono l'esistenza di un piccolo numero di tali particelle: tali teorie predicono una carica magnetica pari a 1 o 2 gD. Il miglior limite superiore, determinato sperimentalmente, ottenuto dalla ricerca di correnti indotte nei superconduttori, è di 1 monopolo su 1029 Ν. Per la massa il miglior limite superiore è invece 16,0 MJ. Alcune stime basate sulla QED, tuttavia, danno come limite superiore 1014 YT, mentre sono necessari 1020 YT per le stringhe superconduttrici e 1025 YT per i monopoli di Dirac.